# Trudi Canavan
Trudi Canavan (ur. 23 października 1969 r. w Melbourne) – australijska pisarka i publicystka, laureatka nagrody Aurealis dla najlepszego opowiadania fantasy. Jest ilustratorką i projektantką, pracuje jako szefowa działu graficznego australijskiego czasopisma poświęconego fantastyce Aurealis.

## Kariera
W 1995 roku T. Canavan założyła firmę — The Telltale Art — oferującą usługi z zakresu projektowania grafiki. W tym roku rozpoczęła również pracę dla australijskiego czasopisma „Aurealis. Australian Fantasy and Science Fiction” poświęconego tematyce fantasy i science fiction. Zajmowała się edycją grafiki, tworzeniem strony internetowej czasopisma oraz czytaniem nadsyłanych do redakcji rękopisów. Była także szefową działu graficznego tego pisma. Bogate życie zawodowe nie przeszkodziło jej w pisaniu w wolnych chwilach. By doskonalić swój warsztat ukończyła kilka kursów pisania.
W 1999 roku Trudi Canavan zdobyła nagrodę „Aurealis” dla najlepszego opowiadania fantasy (The Aurealis Award for Best Fantasy Short Story) za opowiadanie Whispers of the Mist Children (pol. Szepty Dzieci Mgły). Zostało ono opublikowane w 23 numerze magazynu „Aurealis” z 1999 roku.
Dwa lata po zdobyciu nagrody „Aurealis”, w 2001 roku, ukazała się pierwsza powieść Trudi Canavan The Magicians’ Guild (pol. Gildia Magów), rozpoczynająca cykl „The Black Magician Trilogy” (pol. „Trylogia Czarnego Maga”). Gildia Magów zapewniła pisarce rozgłos, a kolejne części: The Novice (pol. Nowicjuszka, wyd. 2002) i The High Lord (pol. Wielki Mistrz, wyd. 2003) były nominowane do prestiżowych nagród australijskiej fantastyki. Nowicjuszkę nominowano do nagrody „Aurealis” w kategorii dla najlepszej powieści fantasy, a ostatni tom trylogii otrzymał nominację w kategorii „Najlepsza Powieść” najważniejszej australijskiej nagrody literatury fantastycznej — Ditmars (Australian SF "Ditmar" Award).
Na międzynarodowym rynku powieści wchodzące w skład „Trylogii Czarnego Maga” ukazały się w 2004 roku. W Ameryce Północnej ich wydawcą była oficyna HarperCollins,  w Wielkiej Brytanii — Orbit Books. Całość cyklu została uznana przez NilsenBookScan, amerykańską firmę zbierającą dane z punktów sprzedaży książek, za najbardziej udany debiut literacki serii fantasy ostatnich dziesięciu lat. Rynek amerykański oraz brytyjski stał się przepustką do wydań książek Trudi Canavan w innych krajach Europy czy Azji. Powieści pisarki przetłumaczono na m.in.: język francuski, niemiecki, włoski, portugalski, rosyjski, polski, duński, chiński, turecki, czeski, serbski, bułgarski czy indonezyjski.
W 2005 roku ukazała się kolejna powieść Trudi Canavan Priestess of the White (pol. Kapłanka w bieli), która rozpoczęła trylogię „The Age of the Five Trilogy” (pol. „Era Pięciorga”). Dwie pozostałe części: Last of the Wilds (pol. Ostatnia z Dzikich) oraz Voice of the Gods (pol. Głos Bogów) ukazały się w następnym roku. Pierwsza część „The Age of Five Trilogy” zajęła trzecie miejsce na liście bestsellerów „The Sunday Times” pozostając w pierwszej dziesiątce przez sześć tygodni.
Czytelnicy Trudi Canavan w 2009 roku otrzymali prequel „Trylogii Czarnego Maga”. Powieść The Magician’s Apprentice (pol. Uczennica Maga) zdobyła nagrodę czasopisma „Aurealis” dla najlepszej powieści fantasy w 2010 roku.
Kolejna trylogia „The Traitor Spy Trilogy” (pol. „Trylogia Zdrajcy”), stanowiąca kontynuacje wydarzeń z debiutanckiego cyklu, ukazała się w 2010 roku i zapoczątkowana została książką The Ambassador’s Mission (pol. Misja Ambasadora). Następne części serii to: The Rogue (pol. Łotr, wyd. 2011) oraz The Traitor Queen (pol. Królowa Zdrajców, wyd. 2012). Misja Ambasadora w 2011 roku została uhonorowana tytułem Bestseller Empiku w kategorii fantastyka.
W 2013 roku, na zlecenie BBC Books, pisarka napisała nowelę Doctor Who: Salt of the Earth, wydaną w marcu 2014 roku.
W 2014 roku ukazała się pierwsza część „Millennium’s Rule Trilogy” (pol. „Prawo Milenium”) pt. Thief’s Magic (pol. Złodziejska magia). Powieść Złodziejska magia została nagrodzona nagrodą Dimitar Award w kategorii The Best Novel 2014.
Kolejny tom cyklu stanowi Angel of Storms (pol. Anioł Burz), którego premiera miała miejsce w Polsce w październiku 2015 roku, trzecia część cyklu Successor’s Son (pol. Obietnica następcy) została wydana w 2017 roku.  Obecnie pisarka pracuje nad kolejnym tomem tej serii.
Trudi Canavan jest także autorką opowiadań. Polscy czytelnicy mogli je przeczytać w zbiorze Szepty Dzieci Mgły i inne opowiadania wydanym w 2010 roku przez oficynę Galeria Książki. W przedmowie do tego zbioru autorka zaznaczyła, że rzadko zdarza się jej pisać opowiadania: moje pomysły mają tendencję do rozrastania się i komplikowania, w związku z czym potrzebuję kilku tomów na ich opowiedzenie. W swoich opowiadaniach sięga do motywów horroru, science fiction lub fantastyki osadzonej w realiach współczesności.

### Wizyty w Polsce
Pisarka trzykrotnie odwiedziła Polskę. Po raz pierwszy spotkała się z polskimi fanami podczas dwudniowego pobytu w Warszawie w dniach 15–16 maja 2011 roku. Podczas drugiej wizyty, 11 października 2013 roku, czytelnicy mogli spotkać się z pisarką w Krakowie. 11 kwietnia 2015 roku pisarka ponownie odwiedziła Warszawę.

## Twórczość Trudi Canavan
Twórczość Trudi Canavan wpisuje się w nurt literatury fantastycznej i, jak powiedziała autorka w wywiadzie udzielonym portalowi LubimyCzytać.pl, przeznaczona jest dla wszystkich grup wiekowych, z wyłączeniem dzieci.
Literatura fantastyczna to dziedzina literatury, dla której charakterystyczne jest występowanie istot czy zjawisk, które nie istnieją w świecie realnym. Jednym z gatunków, obok science fiction i literatury grozy, jest fantasy, do którego zaliczyć można twórczość Trudi Canavan. Ojczyzną współczesnego fantasy jest Wielka Brytania, a na kształt jego kanonu w znacznej mierze miała wpływ twórczość poszczególnych pisarzy, takich jak: Robert Ervin Howard, Edward John Moreton Drax Plunkett (publikujący jako Lord Dunsany) czy John Ronald Reuel Tolkien. Grzegorz Trębicki za najważniejszy wyróżnik tego gatunku uznaje wszechobecną magię. Do kolejnych wyróżników fantasy zaliczyć można quasi-średniowieczną rzeczywistość, w której rozgrywa się akcja książek tego gatunku.
Tak jest też w przypadku książek Trudi Canavan. We wszystkich jej powieściach występuje magia, którą autorka ukazuje z różnych punktów widzenia. W jej powieściach zdolności magiczne mogą być spełnieniem marzeń lub przekleństwem, które należy ukrywać. Moc, w zależności od cyklu, może być powszechna lub dostępna tylko nielicznym.
Autorka kreuje nowe światy, w których toczy się fabuła jej książek. Magiczne krainy, do których czytelnik może się przenieść, są fascynujące i niezwykłe. Każdy ze światów przedstawionych w książkach Trudi Canavan jest szczegółowo dopracowany. Są one pełne stworzonych przez autorkę zwierząt i roślin, których wykazy zamieszczane są w słowniczku na końcu powieści. Choć światy kreowane przez pisarkę pełne są magii, to niepozbawione są ograniczeń realnego świata. Magowie, tak jak zwykli śmiertelnicy, muszą zmagać się z codziennymi problemami, których nie rozwiąże magiczne zaklęcie czy eliksir. Rzeczywistość książek autorki z reguły pozbawiona jest wielkich osiągnięć technologicznych (wyjątkiem jest najnowsza książka, w której magia jest paliwem napędowym wszelkiej technologii), co nawiązywać ma do realiów średniowiecza.
Elementy łączącym wszystkie powieści autorki jest ich wielowątkowość. Dziejące się w każdej książce wydarzenia poznajemy z perspektywy kilku bohaterów. Bohaterowie powieści Trudi Canavan są z reguły jednowymiarowi (wyraźnie dobrzy bądź źli), zatem czytelnik poznając ich wie, co o nich sądzić. Jednak brak pogłębionej psychologii bohaterów sprawia, że w powieściach pisarki nieoczekiwane zwroty akcji należą do rzadkości. W dużej mierze głównymi bohaterami książek autorki są kobiety silne, odważne i zdeterminowane.
Twórczość Trudi Canavan zaliczana jest do tzw. kobiecej fantasy. Pojęcie to pojawiło się po odniesionym w latach 60. i 70. XX wieku dużym sukcesie pisarek fantasy (Ursuli K. Le Guin, Andrei Norton czy Anne McCaffrey). Wyróżnikami kobiecego fantasy mają być: postaci kobiece jako główni bohaterowie, wolniejsza akcja i skupienie się na przeżyciach emocjonalnych bohaterów oraz silniej akcentowana seksualność i perypetie miłosne.
Inspiracje Trudi Canavan czerpie z otaczającego ją świata, radia, prasy, telewizji, przeczytanych książek, rozmów ze znajomymi i przyjaciółmi. Wśród pisarzy, z których twórczości korzysta, autorka wymienia m.in.: J.R.R. Tolkiena i stworzoną przez niego trylogię Władca Pierścieni, Ursulę Kroeber Le Guin, Louise’a Coopera, Raymonda Feista i Tanith Lee. Na J.R.R. Tolkienie wzorowała się tworząc swoje światy, jednak w przeciwieństwie do niego postanowiła nie tworzyć odrębnego języka dla swoich postaci, gdyż trwałoby to zbyt długo. Jak zauważa sama autorka żadna historia nie jest oryginalna. Każdy jest pod wpływem tego, co przeczytał, zobaczył czy napisał.

### Cykl o Kyralii
- Trylogia Czarnego Maga
  - 2001: Gildia magów (The Magicians' Guild. The Black Magician Trilogy: Book One)
  - 2002: Nowicjuszka (The Novice. The Black Magician Trilogy: Book Two)
  - 2003: Wielki mistrz (The High Lord. The Black Magician Trilogy: Book Three)
- 2009: Uczennica Maga (prequel Trylogii Czarnego Maga) (The Magician's Apprentice)
- Trylogia Zdrajcy (sequel Trylogii Czarnego Maga)
  - 2010: Misja Ambasadora
  - 2011: Łotr
  - 2012: Królowa Zdrajców

### Cykl o Ithanii
- Era Pięciorga
  - 2005: Kapłanka w bieli
  - 2006: Ostatnia z Dzikich
  - 2006: Głos Bogów

### Prawo Millenium
- Seria Prawo Millenium
  - 2014: Złodziejska magia
  - 2015: Anioł Burz
  - 2017: Obietnica następcy
  - 2020: Klątwa kreatorów

### Opowiadania
- 1999: Szepty dzieci mgły
- 2003: Przestrzeń dla siebie
- 2008: Biuro Rzeczy Znalezionych
- 2010: Szalony uczeń

W 2010 roku ukazał się zbiór opowiadań pisarki – Szepty dzieci mgły i inne opowiadania. Zawiera on także niepublikowane wcześniej opowiadanie – Markietanka.